# Hössjön (Slätthögs socken, Småland)
Hössjön är en sjö i Alvesta kommun i Småland och ingår i Mörrumsåns huvudavrinningsområde.